# Zelfstandig werkwoord
Een zelfstandig werkwoord (zww) beschrijft een concrete of abstracte handeling of toestand. Zelfstandige werkwoorden zijn het meest voorkomende type werkwoorden. Ze kunnen, in tegenstelling tot hulpwerkwoorden, zelfstandig, dat wil zeggen zonder toevoeging van andere werkwoorden, in een zin voorkomen.  
De term "zelfstandig werkwoord" verwijst naar een woordsoort, beter gezegd een subsoort van de woordsoort werkwoord en dient niet verward te worden met de term hoofdwerkwoord, die verwijst naar een grammaticale functie in een zin. Een vorm van een zelfstandig werkwoord kan als hoofdwerkwoord in een zin voorkomen, maar kan ook andere functies vervullen. Anderzijds kan de functie van hoofdwerkwoord ook vervuld worden door een koppelwerkwoord.
Kenmerkend voor het zelfstandige werkwoord is verder nog dat het niet kan worden weggelaten. Dit is wel het geval bij hulpwerkwoorden, ook al verandert hierdoor de betekenis van de zin. Vergelijk ter illustratie de volgende drie zinnen, waarin steeds een hulpwerkwoord meer wordt weggelaten: 
- Hij heeft (hww) mij willen (hww) slaan (zww).
- Hij wil (hww) mij slaan (zww).
- Hij slaat (zww) mij.

Uit het bovenstaande blijkt dat de term zelfstandig werkwoord weinig zegt over de grammaticale functie van de werkwoordsvorm in een zin. Ter illustratie van de variatie van het gebruik zijn hieronder een aantal zinnen opgenomen. Alle cursieve woorden zijn vormen van zelfstandige werkwoorden.
- Lopend op straat zag Ans haar broer zitten.
- Piet en Clara fietsen naar huis en vertellen elkaar onderweg spannende verhalen.
- De man had zojuist een boek gekocht dat hem erg beviel.
- Ze werden van het kastje naar de muur gestuurd zonder enig resultaat te boeken.

Sommige werkwoorden kunnen bij meerdere werkwoordstypes worden ingedeeld. Dit geldt met name voor de veelvoorkomende werkwoorden "zijn" en "hebben":
- zijn
  - is een zelfstandig werkwoord in de betekenis "zich bevinden": "Waar ben je? Ik ben in de trein."
  - is een hulpwerkwoord
    - van tijd: "Ze is weggegaan."
    - van de lijdende vorm: "Hij is geslagen."

  - is een koppelwerkwoord: "Jij bent een student."
- hebben
  - is een zelfstandig werkwoord in de betekenis "bezitten": "Wij hebben een huis."
  - is een hulpwerkwoord van tijd: "Ze hebben een auto gekocht."